# حبو سنب (كاهن آمون الأكبر)
حبو سنب أو حابو سنب، كان الكاهن الأكبر لآمون خلال فترة حكم حتشبسوت.

## السيرة الذاتية

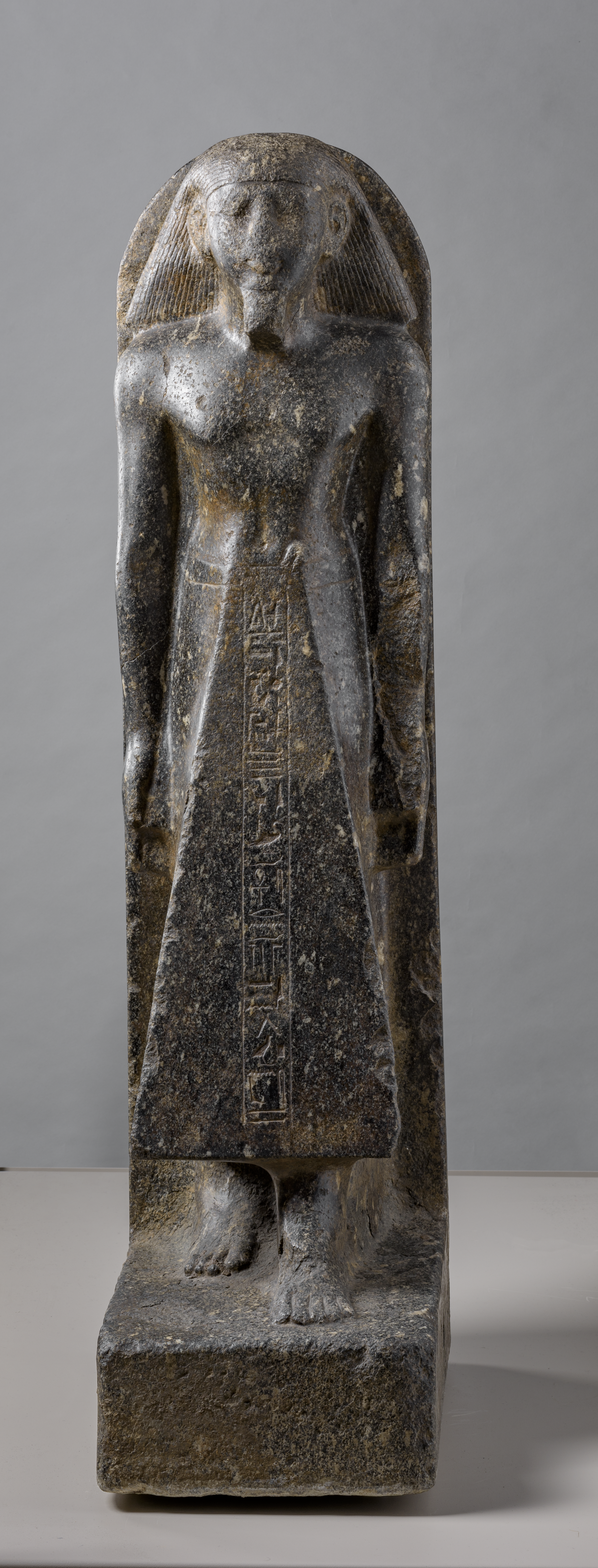
تمثال لحابو، والد حبو سنب، وكاهن ثالث قارئ لآمون. المتحف المصري (تورينو)

والدته أعح حتب كانت عضوة في الحريم الملكي. تم العثور على اسم والدته مكتوبًا على قطعة من الحجر الجيري التي وُجدت في معبد تحتمس الثالث في القرنة (ضمن أعمال التنقيب التي قام بها ويغال، 1906). والده حابو كان كاهنًا مقرءًا لآمون. شقيقه سا آمون كان كاتبًا وأول مشرف على الأختام للإله آمون. كما كانت لديه أخت تدعى أحمس.
زوجته أمنحتب أنجبت له ثلاثة أبناء: جحوتي مسو إم آخت، وسر پحتي، وعا خپر كا رع نفر (الذي كان كاهنًا في معبد تحتمس الثاني الجنازي وكاهنًا مقرءًا). كما أنجب أربع بنات: حنوت، حنوت نفرت (مغنية في معبد آمون)، سن سنب، وتا إم رسي فو (أيضًا مغنية في معبد آمون).
خدم حبو سنب ككاهن أكبر خلال السنة الثانية وحتى السنة السادسة عشرة من حكم حتشبسوت. دُفن في المقبرة المرقمة TT67 في الاقصر بصعيد مصر. خمسة مخاريط جنائزية تخص حبو سنب موجودة في مجموعة متحف المتروبوليتان للفنون. من بين ألقابه: "الأمير الوراثي"، "خازن ملك مصر العليا والسفلى"، "الخادم المقدس الأول لآمون"، "مشرف على كهنة مصر العليا والسفلى"، و"المشرف على جميع أعمال الملك".
القليل من "آثار" حبو سنب بقيت، منها مقبرته TT67، المزار رقم 15 في جبل السلسلة، ثلاثة مخاريط جنائزية (Corpus-No. 21, 517, 518)، أربعة تماثيل (متحف اللوفر A134، القاهرة CG 648، بولونيا 1822، القاهرة JE 39392)، جرة كانوبية (تورينو 3304)، بالإضافة إلى أوستراكون (متحف المتروبوليتان) وأجزاء من ودائع الأساسات من معبد حتشبسوت الجنائزي في الدير البحري.
بسبب قلة الوثائق، من الصعب تحديد مسار حياته المهنية بدقة. كان حبو سنب مسؤولًا عن بناء سفينة وبوابة ومزار، وعن إنتاج معدات المعابد وأبواب الأجنحة والبنايات، وكان "مشرفًا على بناء قبر ملكي". لكن لم يتضح ما إذا كان مسؤولًا عن المقبرة 20 أو عن قبر حتشبسوت الصخري.
حبو سنب كان أول كاهن آمون يحمل أيضًا لقب "مشرف على كهنة مصر العليا والسفلى". كان الكاهن الثاني لآمون، بوميرع، مرتبطًا بحبو سنب من خلال الزواج؛ حيث تزوج من ابنته سني سنب، التي كانت مغنية معبد للإله آمون.